# Sorbas (kommunhuvudort)
Sorbas är en kommunhuvudort i Spanien.   Den ligger i provinsen Provincia de Almería och regionen Andalusien, i den sydöstra delen av landet, 400 km söder om huvudstaden Madrid. Sorbas ligger 399 meter över havet och antalet invånare är 2 679.
Terrängen runt Sorbas är kuperad åt sydost, men åt nordväst är den platt. Runt Sorbas är det glesbefolkat, med 11 invånare per kvadratkilometer. Närmaste större samhälle är Níjar, 16,3 km sydväst om Sorbas. Omgivningarna runt Sorbas är i huvudsak ett öppet busklandskap.